# Joaquim Barbosa
Joaquim Benedito Barbosa Gomes GOMM (Paracatu, 7 de outubro de 1954) é um jurista e ex-magistrado brasileiro. Foi ministro do Supremo Tribunal Federal de 2003 até 2014, tendo sido presidente do tribunal de 2012 a 2014. Foi filiado ao Partido Socialista Brasileiro (PSB) entre 2018 e 2022. Atualmente, é advogado.
Formado em direito pela Universidade de Brasília em 1979, especializou-se em direito e Estado. Também é mestre e doutor em direito público pela Universidade de Paris-II (Panthéon-Assas). Foi professor da Pontifícia Universidade Católica do Rio de Janeiro de 1993 a 1995 e da Universidade do Estado do Rio de Janeiro de 1997 a 2015.
Foi membro do Ministério Público Federal (MPF) de 1984 até 2003, quando foi indicado para o Supremo Tribunal Federal.
Em 2013, foi eleito pela Revista Time como uma das cem pessoas mais influentes do mundo e incluído pela BBC Brasil em uma lista de 10 brasileiros que foram notícia no mundo naquele ano.

## Biografia
Joaquim Barbosa nasceu em Paracatu, estado de Minas Gerais. É o primogênito de oito filhos. Pai pedreiro e mãe dona de casa, passou a ser arrimo de família quando estes se separaram. Aos 16 anos foi sozinho para Brasília, arranjou emprego na gráfica do Correio Braziliense e terminou o segundo grau, sempre estudando em colégio público. Obteve seu bacharelado em Direito pela Faculdade de Direito da Universidade de Brasília em 1979, onde também obteve especialização em Direito do Estado em 1982.
Foi Oficial de Chancelaria do Ministério das Relações Exteriores de 1976 a 1979, tendo servido na Embaixada do Brasil em Helsinki, Finlândia. Foi advogado do Serpro de 1979 a 1984.
Prestou concurso público para o cargo de Procurador da República e foi aprovado, em 1984. Chefe da consultoria jurídica do Ministério da Saúde de 1985 a 1988. Licenciou-se do cargo em 1988 e foi estudar na França, por quatro anos, tendo obtido seu mestrado e doutorado, ambos em Direito Público, pela Universidade de Paris-II (Panthéon-Assas) em 1990 e 1993. Retornou ao cargo de procurador no Rio de Janeiro.
Foi professor da Pontifícia Universidade Católica do Rio de Janeiro (PUC-RJ) de 1993 a 1995. Em 1997, por meio de concurso público, tornou-se professor da Universidade do Estado do Rio de Janeiro (UERJ), licenciando-se em 2006 e pedindo exoneração em 2015. Foi visiting scholar no Human Rights Institute da faculdade de direito da Universidade Columbia em Nova York (1999 a 2000) e na Universidade da Califórnia Los Angeles School of Law (2002 a 2003). Fez estudos complementares de idiomas estrangeiros no Brasil, na Inglaterra, nos Estados Unidos, na Áustria e na Alemanha, sendo fluente em francês, inglês, alemão e espanhol.

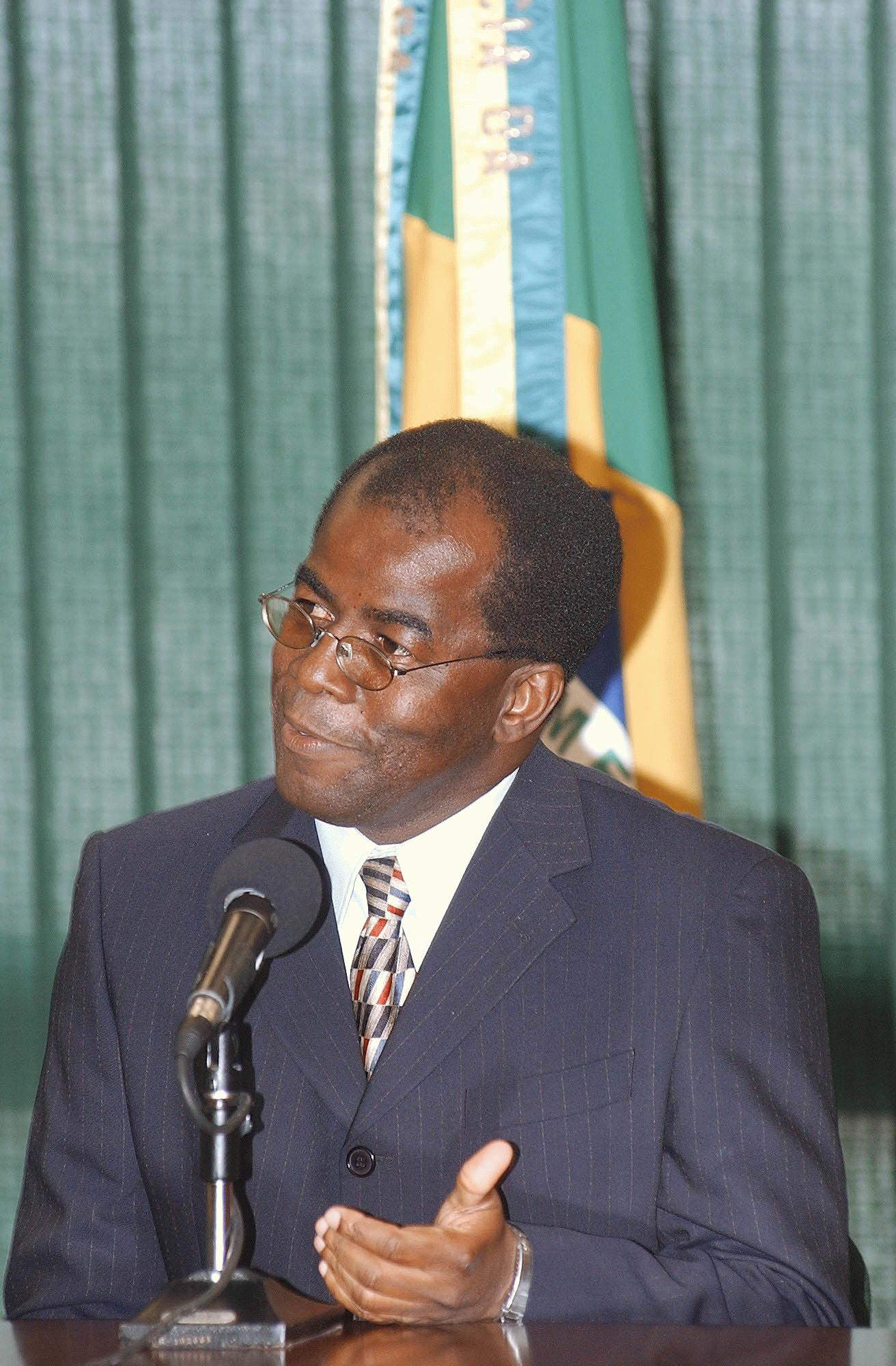
Joaquim Barbosa no dia de sua nomeação como ministro do STF, em 7 de maio de 2003

Foi indicado ao cargo de ministro do Supremo Tribunal Federal pelo presidente Luiz Inácio Lula da Silva em 2003 e ocupou o cargo até aposentar-se voluntariamente em 2014. Em 2004, foi admitido pelo presidente Lula ao grau de Grande-Oficial especial da Ordem do Mérito Militar.
Em 6 de abril de 2018, filiou-se ao Partido Socialista Brasileiro (PSB), com intenção de concorrer a eleição presidencial de 2018, porém, em 8 de maio de 2018, declarou em rede social que não seria candidato a presidência por motivos estritamente pessoais. Como apurado pela jornalista Daniela Pinheiro, no UOL, no início de 2022, Barbosa decidiu pela desfiliação do partido.

## Principais posições
É contra o poder do Ministério Público de arquivar inquéritos administrativamente. Defende que se transfira a competência para julgar processos sobre trabalho escravo para a Justiça federal.
Defende a tese de que despachar com advogados deva ser uma exceção, e nunca uma rotina, para os ministros do Supremo. Restringe ao máximo seu atendimento a advogados de partes, por entender que essa liberalidade do juiz não pode favorecer a desigualdade. A posição do ministro, todavia, é criticada por advogados e pela Ordem dos Advogados do Brasil (OAB), sob o fundamento de que despachar com os magistrados é um direito dos advogados, conferido pela Lei 8.906/94, cujo art. 7, inciso VIII preceitua ser direito dos advogados:  "dirigir-se diretamente aos magistrados nas salas e gabinetes de trabalho, independentemente de horário previamente marcado ou outra condição, observando-se a ordem de chegada".

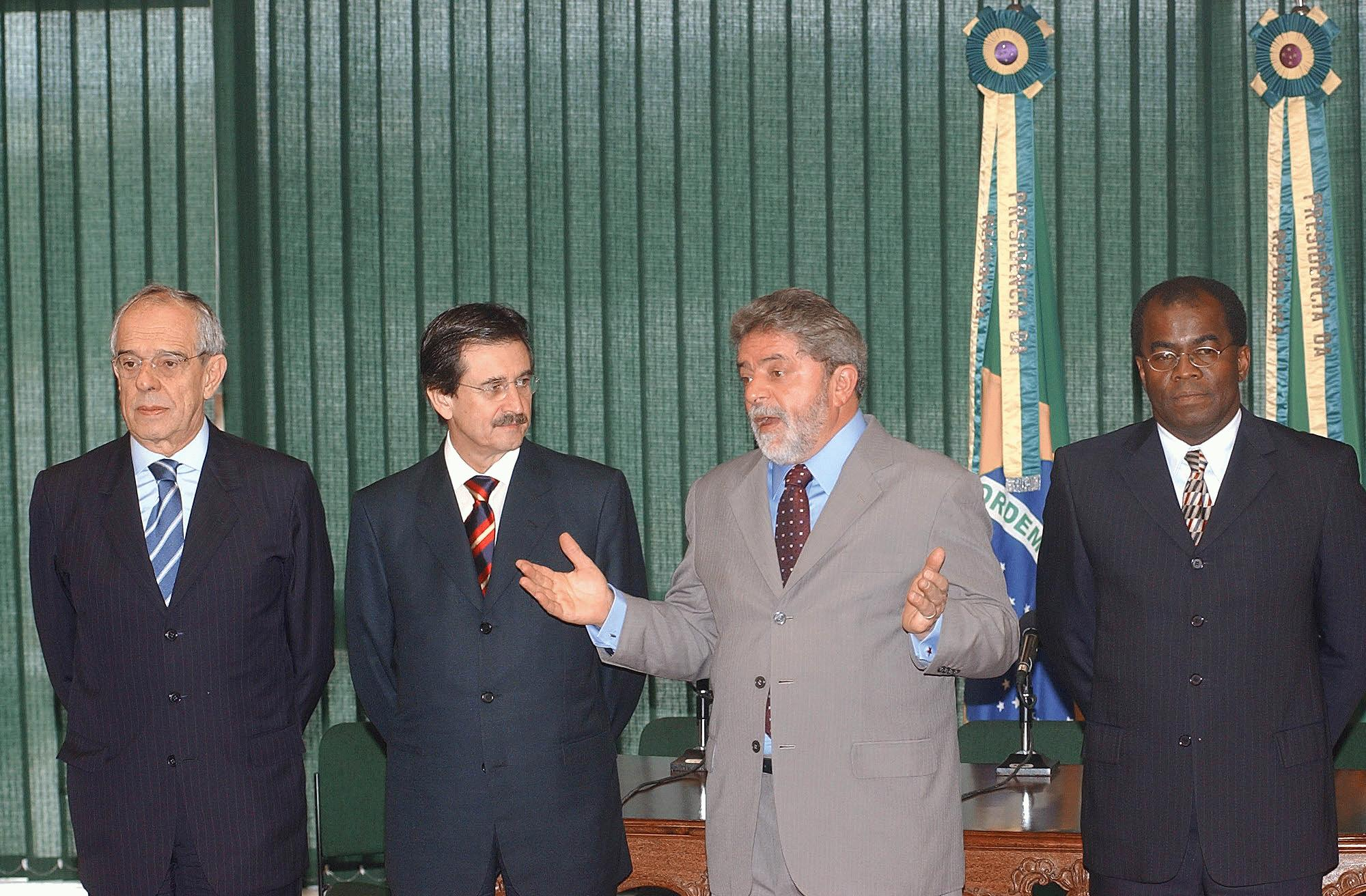
O presidente Luiz Inácio Lula da Silva, ao lado dos novos ministros do STF - Antônio César Peluzo e Joaquim Benedito Gomes - e do ministro da Justiça, Márcio Thomaz Bastos.

O ministro Barbosa diz ser, também, contra a suposta prestação preferencial de jurisdição às partes de maior poder aquisitivo ("furar fila"). A postura do ministro também tem sido criticada pela OAB, sob o fundamento de que, por vezes, situações de urgência realmente justificariam a inversão da ordem dos julgamentos.
Em 27 de outubro de 2018, véspera do segundo turno da eleição presidencial, declarou seu voto no candidato do PT, Fernando Haddad, contra o candidato Jair Bolsonaro (PSL). Barbosa afirmou que "pela primeira vez em 32 anos de exercício do direito de voto", um candidato lhe inspirava medo e por isso votaria em Haddad.

## Atuação no TSE
Tomou posse como vice-presidente do Tribunal Superior Eleitoral no dia 6 de maio de 2008 no qual ele ja era Ministro desde 12 de janeiro do mesmo ano, sendo o presidente o Ministro Carlos Ayres Britto.
No mais polêmico julgamento desde que tomou posse no tribunal, Joaquim Barbosa votou a favor da tese de que políticos condenados em primeira instância poderiam ter sua candidatura anulada, sendo porém voto vencido nesta questão.
Em 17 de novembro de 2009, o ministro Joaquim Barbosa, em virtude de problemas de saúde, anunciou sua renúncia ao Tribunal Superior Eleitoral, do qual seria presidente a partir de abril de 2010.

## Atuação no STF

### Presidente do Supremo Tribunal Federal
O ministro foi eleito presidente do STF no dia 10 de outubro de 2012. A eleição ocorreu por voto secreto, antes do julgamento do mensalão. O Vice-Presidente foi Ricardo Lewandowski.
O ministro aposentou-se voluntariamente do tribunal em 31 de julho de 2014, antes do término do mandato.

### Mensalão

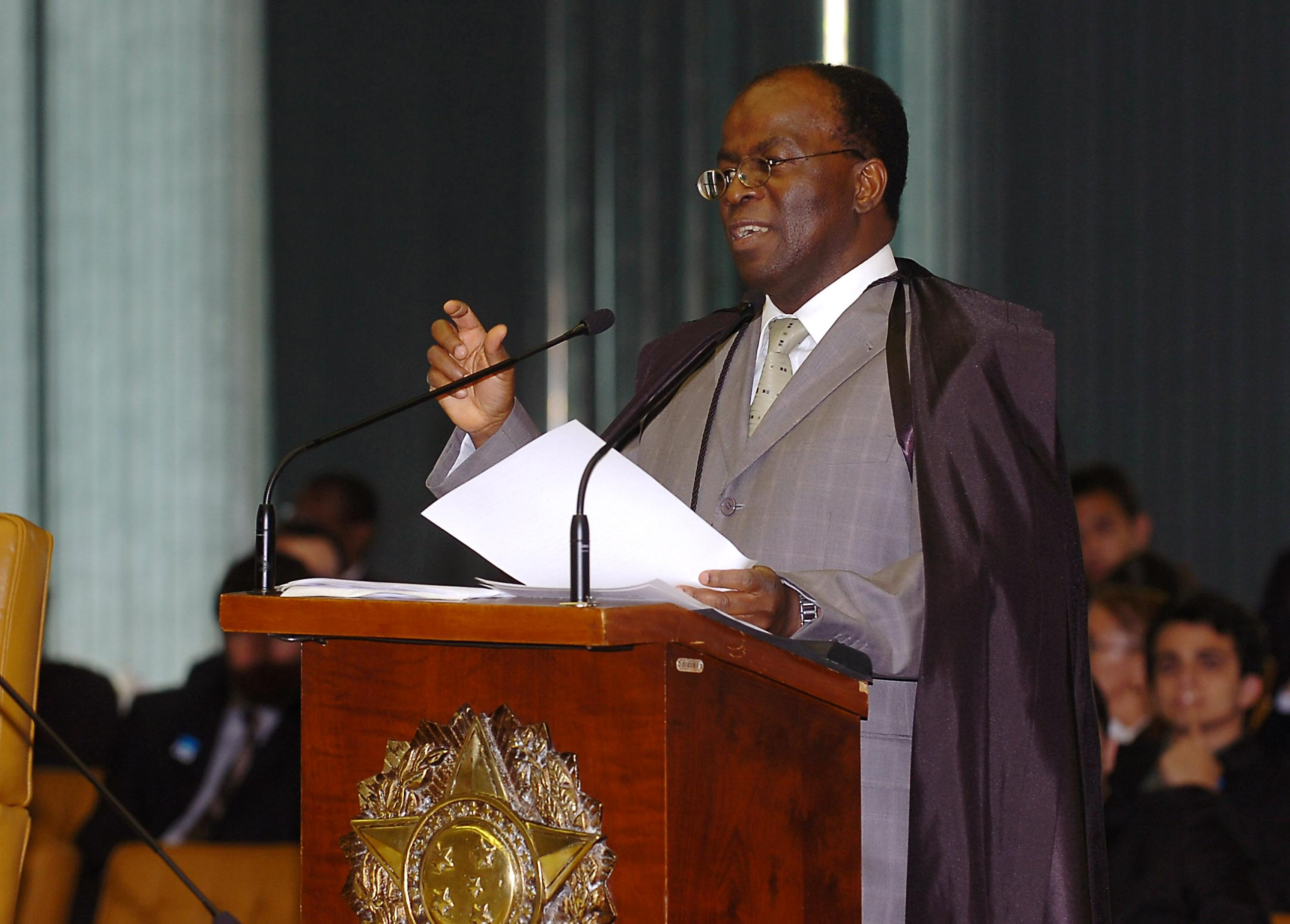
Ministro Barbosa apresentando o relatório da AP 470

Assumiu em 2006 a relatoria da denúncia contra os acusados do mensalão feita pelo Procurador-Geral da República, Antonio Fernando de Souza. Durante o julgamento defendeu a aceitação das denúncias contra os quarenta réus do Mensalão, dentre os 126 relacionados na CPMI dos Correios, o que foi aceito pelo tribunal. O julgamento prossegue no Supremo, pelo menos até 2012, podendo até reverter o fato histórico de o STF, desde sua criação em 1824, nunca ter condenado nenhum político.
Em março de 2011 Barbosa ordenou a quebra do sigilo fiscal dos 38 réus do mensalão.
Nas 112 votações que o tribunal realizou durante o julgamento, o voto de Barbosa, como relator do processo, foi seguido pelo de seus pares em todas as ocasiões – e, em 96 delas, por unanimidade.

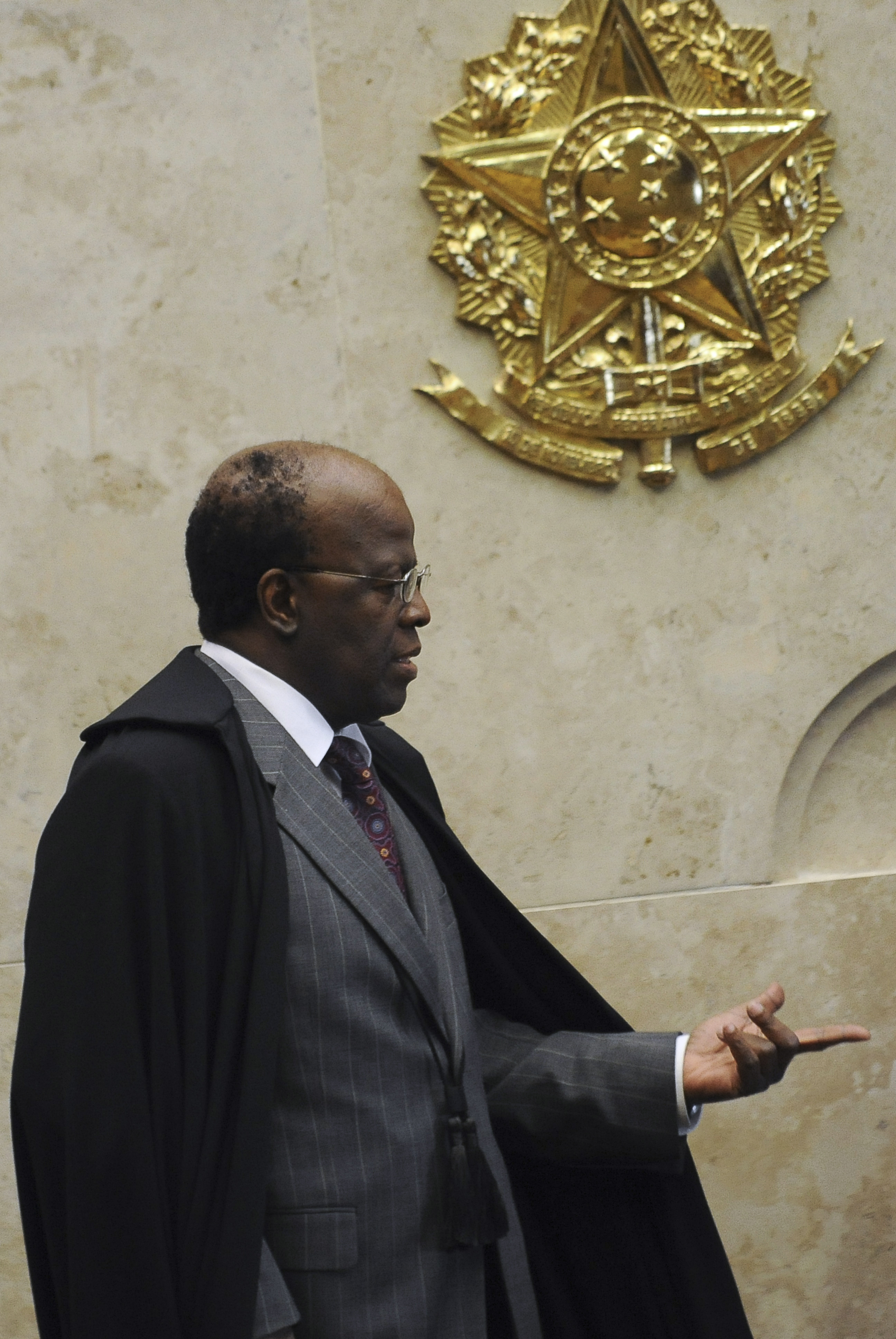
Joaquim Barbosa em 2012, enquanto presidente interino do STF

### Mensalão do PSDB
Barbosa assumiu também a relatoria do processo do mensalão tucano, no qual um dos fundadores do PSDB, o então deputado Eduardo Azeredo (PSDB- MG), contra quem o Ministério Público Federal apresentara denúncias de crimes de peculato (desvio de dinheiro público) e lavagem de dinheiro, que teriam sido cometidos em 1998 quando Azeredo fora governador de Minas Gerais. Seu extenso e detalhado voto, que aceitava as denúncias e levava Eduardo Azeredo (PSDB-MG) ao banco dos réus, foi acolhido pela maioria do plenário, sagrando-se vitorioso por cinco votos contra três.

### Ronaldo Cunha Lima
Foi de sua iniciativa a abertura de processo contra o deputado Ronaldo Cunha Lima, decisão considerada histórica, pois foi a primeira vez em que o STF abriu processo contra um parlamentar. No dia seguinte, Cunha Lima renunciou ao mandato para escapar do processo, o que provocou duras críticas por parte de Joaquim Barbosa.

### Células-tronco
No polêmico julgamento das células-tronco, Joaquim Barbosa votou a favor da liberação de seu uso para fins de pesquisas.

### Gilmar Mendes

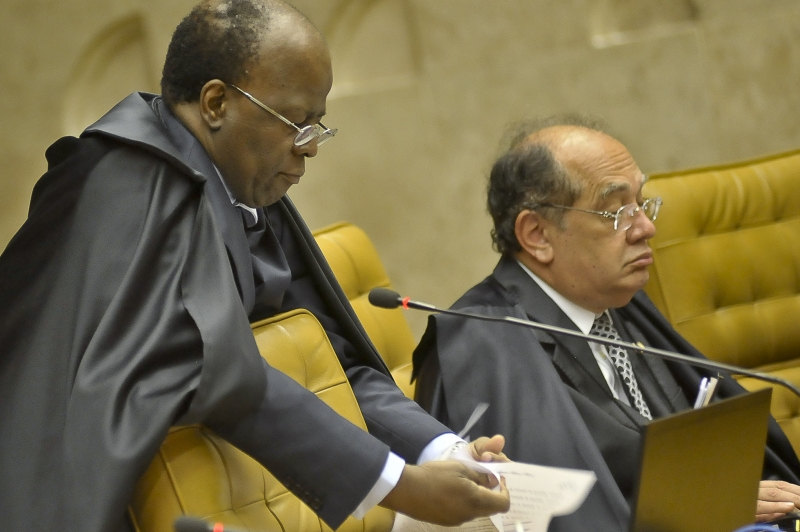
Joaquim Barbosa e Gilmar Mendes (ao fundo) durante o julgamento do mensalão em 2012

Em 22 de abril de 2009 o ministro Gilmar Mendes e o ministro Joaquim Barbosa discutiram na sessão plenária do tribunal. Barbosa acusou o presidente da Corte de estar "destruindo a credibilidade da Justiça brasileira" durante o julgamento de duas ações referentes ao pagamento de previdência a servidores do Paraná e à prerrogativa de foro privilegiado. Barbosa afirmou:
| “ | Vossa Excelência não está na rua; Vossa Excelência está na mídia, destruindo a credibilidade do Judiciário brasileiro (...) Vossa Excelência, quando se dirige a mim, não está falando com os seus capangas do Mato Grosso, ministro Gilmar. | ” |

Mendes demandou respeito de Barbosa e encerrou a sessão. O episódio lembrou um de agosto de 2007 no qual Barbosa acusou Mendes de estar dando um "jeitinho", através da Questão de Ordem, que seria um "atalho para se obter um resultado inverso ao que foi atingido ontem". Neste debate eles já tinham utilizado a expressão "dar uma lição de moral" um contra o outro.
No dia 24 de abril, Barbosa foi saudado e fotografado por dezenas de pessoas durante e após almoço com três amigos no tradicional Bar Luiz, na rua da Carioca, no centro do Rio de Janeiro. Um colega da Procuradoria da República garantiu que Barbosa "está bem, feliz e sem nenhum arrependimento". No mesmo dia, em Brasília, um grupo de cerca de dez pessoas, simpáticos à posição de Barbosa, protestou contra Mendes. Os manifestantes levaram uma faixa com a inscrição "Miss Capanga" para colocar na estátua de Têmis em frente à sede do STF, mas foram impedidos pelos seguranças do prédio. Também estenderam faixas com as frases "Gilmar, saia às ruas e não volte ao STF" e "Gilmar Dantas, as ruas não têm medo de seus capangas" em referência às acusações de Barbosa e aos dois habeas-corpus concedidos por Mendes ao banqueiro Daniel Dantas, após a Operação Satiagraha.

### Cesare Battisti
Em junho de 2011, Joaquim Barbosa foi contra a extradição do italiano Cesare Battisti, acusado de 4 mortes na Itália quando integrava o PAC – Proletários Armados pelo Comunismo – nos anos 70.

## Aposentadoria
Em 29 de maio de 2014, Joaquim Barbosa avisou pessoalmente à Presidente da República Dilma Rousseff, ao Presidente do Senado Federal Renan Calheiros e ao Presidente da Câmara dos Deputados Henrique Eduardo Alves sobre sua decisão de aposentadoria para junho de 2014, embora pudesse permanecer no tribunal até atingir a idade de aposentadoria compulsória (à época, 70 anos) em outubro de 2024.
O ministro Marco Aurélio Mello criticou essa decisão, observando que não se recordava de algum membro do STF ter-se aposentado voluntariamente durante o mandato de presidente da corte.
Barbosa havia declarado, anteriormente, ser a favor de que os ministros do STF não fossem vitalícios, mas tivessem um mandato com prazo fixo, de 10 a 12 anos. Ele próprio permaneceu no tribunal por um total de 11 anos e 36 dias.
Sua aposentadoria foi adiada e publicada em 30 de julho de 2014. A presidência do tribunal foi assumida pelo ministro Ricardo Lewandowski.

## OAB
Aposentado do cargo de ministro, Joaquim Barbosa requereu a reinscrição como advogado nos quadros da seccional do Distrito Federal da Ordem dos Advogados do Brasil.
O pedido foi impugnado pelo presidente da OAB-DF, Ibaneis Rocha, atual governador do Distrito Federal, sob o fundamento de que Barbosa não atenderia ao requisito da idoneidade moral exigido pelo Estatuto da Advocacia e da OAB para a inscrição, devido a atitudes do então presidente do STF consideradas ofensivas à advocacia.
Por sua vez, a OAB nacional, por nota de seu presidente, Marcus Vinicius, indicou que a entidade derrubaria eventual decisão contrária a Barbosa.
A Comissão de Seleção da OAB/DF decidiu conceder a inscrição, por entender que os atos apontados na impugnação não se enquadravam em hipóteses de inidoneidade.
Como advogado, Joaquim Barbosa manifestou a intenção de dedicar-se à redação de pareceres jurídicos.
Em maio de 2016, abriu escritório de advocacia em São Paulo.